# 시기베르투스 3세

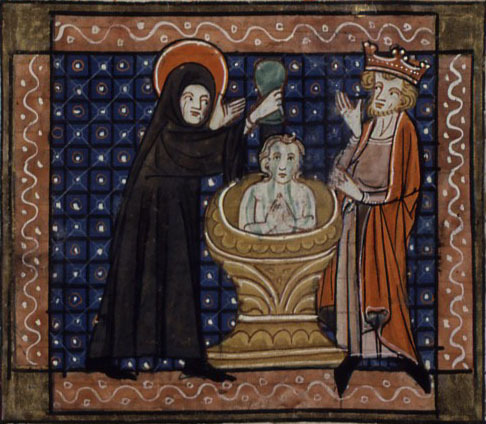
지게베르트 3세의 세례식

지게베르트 3세(Sigebert III, 630년 ~ 656년) 또는 성 지게베르트 3세는 프랑크 왕국 아우스트라시아의 왕이다. 그가 왜 천주교 성인으로 시성되었는지는 확실하지 않다. 시제베르토,시제베르투스,시제베르트,지게베르트,지그베르또,지그베르뚜스,지그베르토,지그베르투스 등으로 불린다. 사후 가톨릭 성인에 추서되었다.
프랑크 아우스트라시아의 왕 다고베르트 1세(Dagobert I)는 오랫동안 후계자가 없자, 한동안 숨은 생활을 한 끝에 아들을 낳았는데 그가 곧 성 지게베르트이다. 신앙인이 아니었던 다고베르트 1세는 아들을 얻은 뒤 하느님께 개종하였다.
다고베르트 1세는 가톨릭 주교 성 아만두스(Amandus)를 불러 아들에게 세례를 주게 하였다. 그 뒤 지게베르트는 란덴(Landen)의 복자 피핀(Pepin)에게 맡겨졌고, 638년 왕위를 계승하였다. 639년 부왕 임종 이후 그는 가능하면 전쟁을 피하고 선정을 베풀었다. 그는 매일 기도하고 가난한 이들의 구제사업과 수도원 건설을 적극 지원하였는데 모두 12개의 수도원을 세웠다고 한다. 그는 재위 25년 만에 선종하였다. 그가 사망할 때 아들 다고베르트는 5,6세의 어린 아이였으므로 그가 양자로 지목한 힐데베르트 아돕티부스가 왕위를 이었다.
사후 가톨릭 성인에 추서되었고, 축일은 2월 1일이다.

## 가족 관계
- 할아버지 : 클로타르 2세
- 아버지 : 다고베르트 1세
- 어머니 : 라그네트루드(Ragnetrude)
- 왕후 : 힘네힐데스 혹은 킴네킬드
  - 딸 : 빌리힐데스(Belichilde, Bilihilde)
  - 사위 : 킬데리쿠스  2세(Childeric II)[3]
  - 아들 : 다고베르트 2세(Dagobert II, 650년 - 679년 12월, 암살당함)
  - 며느리 : 마틸다 드 켈트(Mechtilde[4])
    - 손녀 : 성 아델라(St. Adela, Princess of AUSTRASIA)
    - 손녀 : 성 이루미나(St. Irmina)

  - 며느리 : 기셀라 드 라제(Gisela de Raze, ? - 679년 12월
    - 손자 : 후고베르트(Hugobert of AUSTRASIA)
    - 손자 : 시기베르투스 4세(Sigebert IV, 671년 - 758년)
- 삼촌 : 카리베르투스 2세
  - 사촌 : 아키텐의 힐페리히
  - 사촌 : 보기스

## 같이 보기
- 프랑크 왕국
- 아우스트라시아
- 피핀 1세
- 다고베르트 2세
- 클로비스 2세
- 지게베르트 4세
- 성녀 이루미나
- 성녀 아델라
- 살리카 법